# Nørre Bjert Kirke
Nørre Bjert Kirke er en kirke fra 1887 i Koldingbydelen Nørre Bjert. Den blev opført efter tegninger af J.C. Fussing og har siden 1924 fungeret som sognekirke i Nørre Bjert Sogn. Altertavlen fra 1930 er malet af J. Th. Skovgaard.
Kirken ligger omkring 4 km nordøst for Kolding.